# 부탄의 역사
부탄은 역사상 독립을 유지해 온 몇 안 되는 나라 중 하나로, 외부 세력에 정복당하거나 점령당하거나 통치받지 않았다. 역사 기록에 나타난 이래 부탄은 지속적으로 주권을 지켰다.
초기 역사는 사료가 부족하여 전승되는 신화 및 전설을 통해 대략적인 유추가 가능하다. 일부 구조물은 이 지역이 기원전 2000년경에 인간이 정착했다는 증거이다. 전설에 따르면 기원전 7세기경 상갈딥왕이 다스렸으며 9세기에 티베트의 혼란으로 많은 승려가 부탄으로 도피하면서 티베트 불교가 도입되었다. 12세기에 드룩파 카규파 학파가 설립되었고 이는 현대 부탄의 주요 불교 종파로 남아 있다. 
부탄의 통일은 1616년에 이루어졌는데, 당시 서부 티베트 출신의 라마이자 자브드룽 린포체로 알려진 나가왕 남걀은 티베트의 세 차례 침략을 물리치고, 정밀한 법 체계인 차 이그를 제정하고, 정교분리 통치 체계를 확립했다. 나가왕 남걀 사후 부탄은 내분에 빠지면서 중앙집권 체계는 붕괴되어 200년 동안 혼란기가 이어졌다. 이러한 혼란기에는 영국을 비롯한 외세의 위협이 있었으나 1885년에 우겐 왕축은 이어져온 부탄의 내분을 수습하고 영국과 더욱 긴밀한 관계를 맺었다.
1907년 우겐 왕축이 부탄의 세습 통치자로 선출되어 1907년 12월 17일에 대관식을 치르고 국가 원수인 드룩 갸포(용왕)로 추대되었다. 1910년 우겐 국왕과 영국은 푸나카 조약에 서명했는데, 이 조약은 부탄이 외부 관계에 대한 조건을 수용한다면 영국령 인도가 부탄의 내정에 간섭하지 않는다는 내용이었다. 1926년 우겐 왕축이 사망하자 그의 아들 지그메 왕축이 통치자가 되었고, 인도가 1947년 독립하자 새로운 인도 정부는 부탄을 독립 국가로 인정했다. 1949년 인도와 부탄은 평화와 우호 조약에 서명했는데, 이 조약은 인도가 부탄의 내정에 간섭하지 않고 외교 정책을 지도한다는 내용의 조약이었다. 1952년 지그메 도르지 왕축이 왕위를 계승한 후 부탄은 고립에서 벗어나 국가의 현대화를 시작했다. 이 시기에 부탄 의회, 군, 왕립 사법 재판소가 설립되었고 새로운 법규도 제정되었다. 1971년 유엔에 가입하는 등 국제 관계 개척에도 나섰다.
1972년 16세의 나이로 왕위에 오른 지그메 싱계 왕축은 현대 교육, 정부 권력의 분산화, 수력 발전과 관광 개발, 농촌 개발 개선에 힘썼다. 그는 "국민총행복"이라는 포괄적인 개발 철학으로 국제적으로 이름을 알렸다. 부탄의 민주화 전환 과정에 만족한 그는 2008년 새 헌법이 공포되기 전인 2006년 12월에 아들인 지그메 케사르 남기엘 왕축에게 왕위를 물려주었다.

## 같이 보기
- 티베트의 역사